# Клименко Дмитро Сергійович
Дмитро Сергійович Клименко (24 листопада 1984 – 22 травня 2022) — офіцер, учасник війни з Росією.
Народився 24 листопада 1984 року в Онитківцях Тиврівського району на Вінниччині. Закінчив
Національного університету державної податкової служби України.[1]
У КОРДі служив з дня створення спецпідрозділу та перебував на посаді
старшого інспектора з проведення спеціальних операцій.[2] Був парамедиком.[3]
З 2014 року неодноразово брав участь в антитерористичній операції на
території Донецької та Луганської областей.
З березня 2022 року в складі зведеного підрозділу Національної поліції
України «Сафарі» брав участь у зачистці звільнених від окупантів населених
пунктів.
Був на передовій, обороняв Харків, після успішного виконання
завдання по звільненню територій міст Ірпінь та Буча відряджений до
Запорізької області.
Загинув майор міліції 22 травня 2022 року на Запоріжжі.[4]
Нагороджений відзнакою Національної поліції України «Знак пошани»,
відзнакою «За участь в АТО», медалями «10 років сумлінної служби», «15
років сумлінної служби».